# Bhaddá Kundalakésá
Bhaddá Kundalakésá byla významná buddhistická mniška, která dosáhla nejrychleji plného probuzení (arahatství). Její život před vstupem do mnišskému řádu je opředen zajímavými legendami, ať už se jedná o její manželství s nenapravitelným zlodějem nebo o její putování po Indii jako úspěšné filozofické diskutérky. V rámci théravádové tradice se stala mimo jiné dokladem skutečnosti, že žena může ve svých schopnostech překonat muže. V starověké Indii byl takový názor převratný, jelikož tradičně tu ženy byly chápány jako méněcenné bytosti.

## Manželství se Sattukou
Informace čerpány z 
Bhaddá se narodila v bohaté rodině ve městě Rádžagaha. Byla jedinou dcerou, proto ji rodiče přísně hlídali a rozmazlovali. V době dospívání ji údajně drželi v posledním patře jejich sedmipatrového paláce, jelikož kvůli její vášnivé povaze se obávali, že probouzející sexualita ji přivede do potíží. Ve stejný den jako Bhaddá se narodil chlapec v rodině králova kněze. Říká se, v noci, kdy se narodil, měly zářit zbraně po celém městě. Král, který byl tímto úkazem vyděšen, se ráno zeptal svého kněze. Ten mu sdělil, že podivný úkaz způsobilo narození jeho syna pod nepříznivým postavením planet, které ho předurčuje k dráze velkého a nenapravitelného zloděje. Navrhl králi, že svého syna zabije, jestliže si to bude přát. Ten však odvětil, že není nutné popravovat někoho, kdo zatím nic nespáchal. Syn byl pojmenován Sattuka („odporný nepřítel“) a opravdu dle předpovědi vyrostl v nenapravitelného zloděje. Když si otec uvědomil, že s ním nic nesvede, vyhnal ho nakonec z domu. Zajímavé je, že jej i přesto údajně vybavil lupičským náčiním, a to černým oblečením, žebříkem ke zdolávání zdí a páčidlem (pravděpodobně se nedokázal i v takovém případě ubránit projevům otcovské lásky).
Sattuka terorizoval celé město a městské stráži se ho nedařilo stále lapit, pravděpodobně se ani příliš nesnažili, jelikož když král pohrozil veliteli stráži trestem smrti, byl ještě téhož dne Satukka chycen. Nabízí se jednoduché vysvětlení, že stráže byly nejspíš podplaceny. Král pak Sattuku odsoudil k trestu smrti, přičemž předtím, než byl doveden k popravišti, měl být na každé křižovatce zmrskán. Právě, když byl veden Sattuka kolem domu rodičů mladé Bhaddy, ukrývané v posledním patře domu, podívala se Bhadda z okna na průvod z odsouzencem. Když uviděla spoutaného Sattuku vedeného na popraviště, okamžitě se do něj zamilovala (v souladu s buddhistickým světonázorem z důvodu silné karmické připoutanosti vyplývající z minulých životů). Propadla obrovskému zoufalství a vyhrožovala svým rodičům, že jestliže nedostane trestance za muže, spáchá sebevraždu. Její rodiče, kteří svou jedinou dceru zbožňovali, nakonec souhlasili a otec podplatil velitele stráží, aby Sattuku propustil. Velitel stráží počkal s popravou do setmění, kdy vyměnil Sattuku za jiného provinilce z městské věznice, kterého pak za branami města místo něj popravil.
Sattuka byl však nenapravitelný kriminálník a když uviděl svou novopečenou manželku okrášlenou nejnádhernějšími šperky, rozhodl se, že šperky musí získat. Namluvil naivní Bhaddě, že ještě před popravou učinil slib božstvu žijícímu na místní hoře, že když vyvázne živý, učiní pro něj velkou oběť. Zamilovaná Bhaddá souhlasila, že společně na horu vystoupí a vykonají slíbenou oběť. Když však na horu vyšplhali, sdělil jí, že vše byla jen lest, aby ji mohl beze svědků oloupit o drahocenné šperky. Bhaddá se jej pokusila bezúspěšně přesvědčit, že když je teď jeho ženou, všechno, co patří jí, je i jeho vlastnictvím. Když Sattuka odvětil, že šperky si i přesto vezme, Bhaddá ze zaslepené lásky rychle vystřízlivěla a pochopila vážnost situace. Poprosila jej tedy, zda by mu jako milující žena mohla naposledy prokázat úctu tím, že jej obejme zepředu a zezadu. Netušící Sattuka souhlasil. Když se jej Bhaddá chystala obejmout zezadu, svrhla jej ze skalnatého srázu, na jehož dno dopadl Sattuka roztrhaný na kusy (doslova je uvedeno, že se rozpadl v prach).
Dle legendy božstvo, které na hoře sídlilo a celou událost sledovalo, proneslo v oslavě nad Bhaddinou statečností následující verše:
Nikoli ze všech okolností je muž moudrý,
žena je též moudrá, obezřetná toho či onoho.
Nikoli za všech okolností je muž moudrý,
žena je též moudrá, ačkoli má jen chvíli na rozmyšlenou.
Nebohá Bhaddá zdrcená strašlivou skutečností, že zabila člověka, i když v sebeobraně, došla k závěru, že už se nemůže vrátit domů a rozhodla se proto odejít do bezdomoví a hledat cestu k duchovní realizaci.

## Bhaddá jako potulný ženský asketa
Nejprve narazila na skupinu potulných ženských asketů náležejících k řádu bíle oděných asketů zvaných Niganthové (pravděpodobně se jednalo o džínisty). Požádala je, aby ji do svého řádu přijali nejvyšším způsobem, což znamenalo, že jí speciálním hřebenem vyrobeném z palmy palmýra (lat. borassus) vyrvaly všechny vlasy i s kořínky. Přesto jí však vlasy opět vyrostly, i když zatočené do kudrlinek. Odtud pak získala svůj přídomek Kundalakésá (Kudrnaté-vlasy).
Po určité době však Bhaddá došla k závěru, že učení Niganthů nevede ke kýženému cíli a vydala se hledat jiného učitele. Postupně vystřídala mnoho významných duchovních učitelů a seznámila se tak s nejrůznějšími filozofickými školami tehdejší Indie. Stala se proto vynikající diskutérkou, kterou nikdo nebyl schopen porazit ve filozofických disputacích, ve starověké Indii velice oblíbených. Jelikož Bhaddá porazila v diskusích každého v Džambudvípě (tak byl tehdy nazýván indický subkontinent), byla také známá jako „Džambukaparibbadžika".
Její pověst se brzy rozšířila a nemohla proto najít nikoho, kdo by bylo ochoten s ní soupeřit. Cestovala po celé Indii a kdykoli vstoupila do vesnice či města, u jeho brány nahromadila kupu písku a zapíchla do ní větev hřebíčkovce. Pak požádala opodál stojícího chlapce, aby větev hlídali a vzkázali každému, kdo by se s ní chtěl utkat ve filozofické disputaci, aby větev rozdupal. Bhaddá pak čekala sedm dní a když se neobjevil nikdo, kdo by její výzvu přijal, větev vytrhla a pokračovala v cestě.

## Setkání s Buddhou
Nakonec dorazila do Sávatthí, kde tehdy v místním klášteře Džétavana sídlil i Sáriputta, jeden ze dvou nejpřednějších žáků Buddhy. Bhaddá u městské brány opět připravila větev. Když Sáriputta přicházel ráno do města na tradiční obchůzku za jídlem a uviděl větev zapíchnutou v písku, zeptal se opodál stojících chlapců, co to má znamenat. Ti mu vše vysvětlili, a tak jim Sáriputta přikázal, aby na znamení, že výzvu přijímá, větev rozdupali. Když se to Bhaddá dozvěděla, vydala se za Sáriputtou do kláštera Džétavana i ze zástupem zvědavců (v tehdejší Indii patřilo k všeobecné zábavě sledovat filozofické diskuse).
Jakmile si Bhaddá vyměnila přátelské pozdravy se Sáriputtou, ten ji vyzval, aby první pokládala otázky, i když dle tehdejšího zvyku se měl první ptát on. Sáriputta všechny její otázky správně zodpověděl (údajně jich mělo být tisíc). Poté se užaslé Bhaddy zeptal, zda ji teď může položit jednu jedinou otázku, která zněla: „Co je jediné?“ (ékam náma kim, volněji přeloženo: „Co je jediné společné všem bytostem?“). Bhaddá nebyla schopná odpovědět a z obdivu nad Sáriputtovou moudrosti u něj hledala útočiště (tzn. uchylovala se k němu jako k učiteli). Ten jí však odvětil, že nikoli u něj, ale Buddhy se hledá útočiště. Shodou okolností dlel Buddha tou dobou též v Džétavaně. Dle jiné dochované verze jí Sáriputta řekl, že jí správnou odpověď sdělí v přítomnosti Buddhy. Správná odpověď měla znít „výživa“, jelikož všechny bytosti, aby se udržely při životě, potřebují nějaký druh výživy.
Každopádně, když Bhaddá předstoupila před Buddhu, ten před ní pronesl krátkou báseň, po jejíž vyslechnutí dosáhla arahatství – nejvyššího stupně probuzení. Buddhova báseň je zaznamenána v Dhammapadě jako verš č. 101:
sahassamapi čé gáthá - Lepší než tisíc veršů
anatthapadasamhitá - sestávajících z bezvýznamných slov
ékam gáthápadam sejjó - je jediný vhodný verš,
jam sutvá upasammati - po jehož vyslechnutí dosáhneme míru.
Poté, jako výraz mimořádného respektu, Buddha ji ordinoval (tj. přijal za mnišku) slovy: „Pojď Bhaddo“. Podle pravidel mnišské kázně (vinaja), jestliže chtěla být žena ordinována na mnišku (bhikkhuní), musela požádat o svolení jak mužskou tak i ženskou mnišskou sanghu. V případě Bhaddy Kundalakésy však Buddha učinil výjimku a ordinoval ji pouze výše zmíněnými slovy.
Místo setkání Bhaddy s Buddhou je však rozdílně popisováno ve verších z Thérígáthy. Bhaddá se podle nich s Buddhou nesetkává v Sávatthí, ale na Supím vrchu, který se nacházel poblíž Rádžagahy. I když verše vynechávají údaj o Bhaddiným probuzení, popisují její „rychlou“ ordinaci, k níž zcela jistě Buddha svolil právě z důvodu předchozí okamžité realizace arahatství:
Oholila jsem si vlasy a oblékla se bahnem,
putovala jsem v jedné róbě,
nalézajíc chyby tam, kde nejsou,
a bezchybnost tam, kde je.
Poté po dni odpočinku jsem dorazila
na Supí vrch
a uviděla neposkvrněného Buddhu
s jeho mnichy.
Padla jsem na kolena,
prokázala úctu
spojenými dlaněmi.
Stáli jsme tváří v tvář.
„Pojď, Bhaddo,“ řekl,
taková byla má ordinace.
Další mírně odlišná verze se nachází v komentáři k Dhammapadě. Podle něj, když Bhaddá nebyla schopna zodpovědět otázku, chtěla znát správnou odpověď. Sáriputta jí slíbil, že jí odpověď sdělí, když vstoupí do buddhistického řádu mnišek. Bhaddá souhlasila. Následně se věnovala buddhistické praxi pod Sáriputtovým vedením a během několika dní dosáhla probuzení.
Ať tak či onak, mniši se následně divili, zda by bylo možné, aby Kundalakésá dosáhla plného osvícení po vyslechnutí jen několika veršů, respektive v druhém případě během tak krátké doby. Když se na to zeptali Buddhy, vysvětlil jim, že Bhaddá Kundalakésá nejen dosáhla arahatství, ale dokonce jako laička přemohla i svého podlého manžela, načež pronesl následující verše zaznamenané v Dhammapadě (verš 102 a 103):
jó ča gáthásatam bháse - Lepší než recitovat sto veršů
anatthapadasamhitá - sestávajících z bezvýznamných slov
ékam dhammapadam sejjó - je vyslechnout jedno slov pravdy,
jam sutvá upasammati - po jehož vyslechnutí dosáhneme míru.
jó sahassam sahasséna - I kdyby někdo tisíckrát nad tisíci
sangáme mánusé džiné - muži v bitvě zvítězil,
ékaňča džejjamattánam - pouze ten, kdo zvítězil sám nad sebou
sa vé sangámadžuttamó - je v bitvě vítězem nejvyšším.
Následujících padesát pět let svého života prožila putováním po severní Indii. Jako buddhistická mniška zbytek svého života strávila vyučováním Dhammy, přičemž byla samozřejmě materiálně podporována laickými buddhisty, jak vyplývá z veršů zachovaných ve sbírce pálijského kánonu Thérígáthá:
Putovala jsem přes
Angu a Magadhu,
Vadždži, Kási a Kósalu,
padesát pět let bez žádného dluhu,
těšila jsem se z almužen těchto království.
Moudrý laický následovník
získal mnoho zásluh,
když dal róbu Bhaddě,
která je zbavená všech pout.

## Bhaddá jako nepřednější mniška
Později, když Buddha uděloval tituly významným mnichům a mniškám v klášteře Džétavana, prohlásil Bhaddu Kundalakésu za nejpřednější mezi mniškami v rychlosti realizace probuzení (khippábhiňňá). V překladu komentáře k Anguttara-nikáji od E.W.Burlingama je uvedeno, že Buddha označil Bhaddu jako nejpřednější mezi těmi, kteří nejrychleji získali šest psychických sil (abhiňňá). Toto není v rozporu s předchozím tvrzením, jelikož Bhaddá společně s realizací arahatství získala i psychické síly, přičemž samotné dosažení probuzení je v buddhismu považováno za nejvyšší psychickou schopnost.
Na závěr je třeba poznamenat, že v této vlastnosti vynikala pouze nad ostatními mniškami, mezi mnichy dosáhl nejrychleji probuzení Báhija. V obou případech Buddha ocenil jejich schopnost tak rychle a hluboce pochopit pravdu, že během jediného okamžiku postoupili ze stavu světského člověka (tj. neosvícené bytosti) do stavu arahata (tj. plně probuzené bytosti). U ostatních Buddhových žáků bylo naopak obvyklé, že se arahatství realizovali až po předchozím dosažení nižších stupňů probuzení.